# Theodor von Sickel
Theodor von Sickel (18. prosince 1826 Aken – 21. dubna 1908 Merano) byl německorakouský historik a diplomatik. Zaměřoval se na raněstředověkou evropskou historii, vedle toho výrazně formoval pohled na listinu, který se v mnoha ohledech neliší ode dnešního.

## Život
Theodor von Sickel studoval na univerzitě v Halle, kde promoval v roce 1850, a poté na École nationale des chartes. Od roku 1857 působil na Vídeňské univerzitě a mezi lety 1869–1891 zde vedl Institut für Österreichische Geschichtsforschung. Od roku 1875 byl člen týmu okolo Monumenta Germaniae Historica (MGH), mezi lety 1897–1908 vedl bavorskou akademii věd. V roce 1881 založil v Římě při Vatikánském tajném archivu Österreichisches Historische Institut (Institutio austriaco di studi storici), který zpočátku využívali i čeští badatelé, např. Josef Teige, Ladislav Klicman a Josef Šusta.

## Výběr z díla
- Monumenta graphica medii aevi ex archivis et bibliothecis imperii Austriaci Fasc. I–X. Wien 1859-1882.
- Beiträge zur Diplomatik I-VIII. Wien 1861-1882.
- Acta regum et imperatorum Karolinorum digesta et ennarata. Band 1: Urkundenlehre, Band 2: Urkundenregesten. Wien 1867.
- spolu s H. Sybel: Kaiserurkunden in Abbildungen. Lieferung I–XI. Berlin 1880–1891.
- MGH, Diplomata regum et imperatorum Germaniae: 1. Conradi I., Heinrici I. et Ottonis I. Diplomata, 1879–1884; 2,1. Ottonis II.Diplomata, 1888; 2,2. Ottonis III. Diplomata.
- Römische Berichte. 5 svazků. 1895–1901.